# Canzonissima 1970
Canzonissima 1970 è l'edizione 1970-1971 dell'omonima trasmissione musicale, abbinata alla Lotteria Italia, andata in onda dal 10 ottobre 1970 al 6 gennaio 1971 sul Programma Nazionale. Vincitore fu Massimo Ranieri con Vent'anni, davanti a Gianni Morandi con Capriccio e Mino Reitano con
Una ferita in fondo al cuore.

## Il programma
Per il terzo anno consecutivo la trasmissione abbinata alla lotteria Italia riprende il nome delle origini, Canzonissima. I conduttori di questa edizione saranno Corrado e la giovanissima Raffaella Carrà, forte del successo di Io, Agata e tu.
Autori della trasmissione sono Sergio Paolini e Stelio Silvestri, la regia è di Romolo Siena, l'orchestra è diretta dal Maestro Franco Pisano, i costumi sono curati da Enrico Rufini, le scene sono di Tullio Zitkowsky, le coreografie di Gisa Geert.
Dopo un iniziale rifiuto dovuto alla convinzione di un eccesso di esposizione, Gianni Morandi accetterà di partecipare per la terza volta consecutiva anche a quest'edizione di Canzonissima. Dovrà vedersela con gli altri favoriti della gara Massimo Ranieri e Dalida.
Il regolamento cambia rispetto alle passate edizioni. I cantanti divisi in due terne separate, uomini e donne, saranno successivamente abbinati in coppie cumulando i punti ricevuti da ciascuno.
In questa edizione parteciperanno diversi ospiti noti che presentavano i loro film, tra cui Franco e Ciccio, Vittorio De Sica, Alberto Sordi, Paolo Villaggio e Vittorio Gassman.
In un primo momento si decise di ammettere  alle puntate successive, dopo aver raccolto anche i voti del pubblico, la prima coppia classificata nonché le tre migliori seconde classificate. Per evitare che cantanti di calibro potessero risultare penalizzati da accoppiamenti svantaggiosi con artisti meno popolari, fu stabilito di variare in corso d'opera il regolamento e di ammettere alle semifinali tutte le coppie seconde classificate. Si decide, per ridurre i costi di produzione, di limitare a tredici le puntate complessive contro le quindici tradizionali.
La sigla iniziale, Ma che musica maestro (testo di Paolini e Silvestri, musica di Pisano) viene cantata da Raffaella Carrà che si afferma così anche sul mercato discografico con un successo duraturo; quella finale, Dove vai, è invece presentata dai Dik Dik.

## Prima fase - Le eliminatorie
Sono evidenziati in grassetto le cantanti e i cantanti che a coppie hanno superato il primo turno (le coppie saranno indicate con un asterisco) 

### Prima puntata: 10 ottobre 1970
- Iva Zanicchi - Un uomo senza tempo (Ri-Fi) *
- Niky - Ma come fai (Tiffany) ***
- Caterina Caselli - L'umanità (CGD) **
- Nicola Di Bari - Vagabondo (RCA Italiana) ***
- Peppino di Capri - Me chiamme ammore (Splash) *
- Little Tony - Capelli biondi (Little Records) **
  - Ospiti: Alighiero Noschese[1]

### Seconda puntata: 17 ottobre 1970
- Mirna Doris - Verde fiume (Sidi) *
- Anna Identici - La lunga stagione dell'amore (Ariston Records) ***
- Patty Pravo - Per te (RCA Italiana) **
- Gianni Nazzaro - In fondo all'anima (CGD) *
- Giorgio Gaber - Barbera e champagne (Vedette) **
- Don Backy - Cronaca (CGD) ***
  - Ospiti: Maria Grazia Buccella e Luciano Salce presentano il film Basta guardarla[2]

### Terza puntata: 24 ottobre 1970
- Wilma Goich - Presso la fontana (Apollo) *
- Dalida - Darla dirladada (Barclay) ***
- Carmen Villani - L'amore è come un bimbo (Fonit-Cetra) **
- Lionello - Primi giorni di settembre (Style) *
- Michele - Ho camminato (Ri-Fi) ***
- Massimo Ranieri - Sogno d'amore (CGD) **
  - Ospiti: Arnoldo Foà come lettore di poesie, Senta Berger per presentare il film Quando le donne avevano la coda[3]

### Quarta puntata: 31 ottobre 1970
- Ombretta Colli - È il mio uomo (Carosello) *
- Marisa Sannia - La sirena (CGD) **
- Ornella Vanoni - L'appuntamento (Ariston Records) ***
- Tony Del Monaco - Pioggia e pianto su di me (Dischi Ricordi) ***
- Renato dei Profeti - Verità che batti nella mente (CBS) *
- Gianni Morandi - Al bar si muore (RCA Italiana) **
  - Ospiti: La banda scozzese di Waterloo per la presentazione del film, Lando Buzzanca[4]

### Quinta puntata: 7 novembre 1970
- Orietta Berti - Tipitipiti (Polydor) *
- Rita Pavone - Stai con me (RCA Italiana) **
- Lara Saint-Paul -  Dove volano i gabbiani ***
- Nino Ferrer - Viva la campagna *
- Bobby Solo - Ieri sì ***
- Mino Reitano - La pura verità (Durium) **
  - Ospiti: Nino Benvenuti in collegamento dal Palazzo dello Sport di Roma prima dell'incontro Nino Benvenuti vs. Carlos Monzón del 7 novembre 1970[5]

### Sesta puntata: 14 novembre 1970
- Nada - Io l'ho fatto per amore *
- Rosanna Fratello - Avventura a Casablanca **
- Gigliola Cinquetti - Il condor ***
- Peppino Gagliardi - Settembre **
- Claudio Villa - Dicitencello vuje ***
- Fred Bongusto - Il nostro amor segreto *
  - Ospiti: Alberto Lupo come lettore di brani musicali delle cantanti partecipanti alla puntata, Mike Bongiorno, Monica Vitti[6]

## Seconda fase - Le semifinali
Sono evidenziati in grassetto i finalisti.

### Settima puntata: 21 novembre 1970
- Tony Del Monaco - Cuore di bambola *
- Nino Ferrer - Un giorno come un altro **
- Gianni Morandi - Chissà... però ***
- Peppino Gagliardi - Ti amo così ****
- Dalida - Non è più la mia canzone **
- Patty Pravo - Non andare via ***
- Caterina Caselli - La mia vita, la nostra vita *
- Carmen Villani - Due viole in un bicchiere ****
  - Ospiti: Enrico Maria Salerno[7]

### Ottava puntata: 28 novembre 1970
- Giorgio Gaber - Il signor G sul ponte *
- Michele - Ti giuro che ti amo **
- Little Tony - Riderà ***
- Massimo Ranieri - Aranjuez amor mio ****
- Gigliola Cinquetti - La domenica andando alla messa *
- Rita Pavone - Finalmente libera ****
- Orietta Berti - Finché la barca va ***
- Mirna Doris - Le rose del cuore **
  - Ospiti: Vittorio De Sica[8]

### Nona puntata: 5 dicembre 1970
- Peppino di Capri - Suspiranno *
- Mino Reitano - L'uomo e la valigia **
- Gianni Nazzaro - Pioverà ***
- Claudio Villa - T'amo da morire ****
- Rosanna Fratello - Non sono Maddalena *
- Iva Zanicchi - Un fiume amaro **
- Marisa Sannia - Come stasera mai ****
- Ornella Vanoni - Una ragione di più ***
  - Ospiti: Philippe Leroy presenta La vita di Leonardo da Vinci[9]

## Terza fase - Fase finale
Sono evidenziati in grassetto i finalisti.

### Decima puntata: 12 dicembre 1970
- Caterina Caselli - Viale Kennedy *
- Orietta Berti - Ah, l'amore che cos'è **
- Patty Pravo - Tutt'al più ***
- Massimo Ranieri - Vent'anni **
- Tony Del Monaco - La guerra del cuore ***
- Claudio Villa - Non è la pioggia *
  - Ospiti: Alberto Sordi[10]

### Undicesima puntata: 19 dicembre 1970
- Iva Zanicchi - Una storia di mezzanotte *
- Rita Pavone - E tu **
- Marisa Sannia - La primavera ***
- Mino Reitano - Una ferita in fondo al cuore ***
- Gianni Morandi - Capriccio *
- Little Tony - Azzurra**
  - Ospiti: Yves Montand[11]

## Finalissime
Nelle ultime due puntate vengono presentate le canzoni arrivate in finale, e la scaletta è la stessa per le due puntate.

### Dodicesima puntata: 26 dicembre 1970
- Gianni Morandi - Capriccio
- Iva Zanicchi - Una storia di mezzanotte
- Mino Reitano - Una ferita in fondo al cuore
- Caterina Caselli - Viale Kennedy
- Massimo Ranieri - Vent'anni
- Marisa Sannia - La primavera
- Claudio Villa - Non è la pioggia
- Orietta Berti - Ah, l'amore che cos'è
  - Ospiti: Vittorio Gassman promuove Brancaleone alle crociate, Mago Silvan[12]

### Tredicesima puntata: 6 gennaio 1971
- Orietta Berti - Ah, l'amore che cos'è
- Mino Reitano - Una ferita in fondo al cuore
- Iva Zanicchi - Una storia di mezzanotte
- Massimo Ranieri - Vent'anni
- Caterina Caselli - Viale kennedy
- Claudio Villa - Non è la pioggia
- Marisa Sannia - La primavera
- Gianni Morandi - Capriccio
  - Ospiti: Enrico Montesano, Franco e Ciccio, Isabella Biagini, in collegamento Renzo Arbore e Gianni Boncompagni, Mike Bongiorno, Paolo Villaggio[13]

## Classifica finale
1. Massimo Ranieri - Vent'anni (Cartoline: 1.328.255/ Punti cartoline: 161,40/ Voti giurie: 213/ TOTALE: 374.40)
2. Gianni Morandi - Capriccio (Cartoline: 917.353/ Punti cartoline: 111.47/ Voti giurie: 62/ TOTALE: 173.47)
3. Mino Reitano - Una ferita in fondo al cuore (Cartoline: 530.969/ Punti cartoline: 64,52/ Voti giurie: 83/ TOTALE: 147.52)
4. Claudio Villa - Non è la pioggia (Cartoline: 599.453/ Punti cartoline: 72.84/ Voti giurie: 42/ TOTALE: 114.48)
5. Orietta Berti - Ah, l'amore che cos'è (Cartoline: 393.603/ Punti cartoline: 47.83/ Voti giurie: 35/ TOTALE: 82.83)
6. Iva Zanicchi - Una storia di mezzanotte (Cartoline: 170.013/ Punti cartoline: 20,66/ Voti giurie: 25/ TOTALE: 45.66)
7. Marisa Sannia - La primavera (Cartoline: 101.501/ Punti cartoline: 12.33/ Voti giurie: 28/ TOTALE: 40.33)
8. Caterina Caselli - Viale Kennedy (Cartoline: 73.695/ Punti cartoline: 8.95/ Voti giurie: 12/ TOTALE: 20.95)